# Rubia pavlovii
Rubia pavlovii là một loài thực vật có hoa trong họ Thiến thảo. Loài này được Bajtenov & Myrz. miêu tả khoa học đầu tiên năm 1975.